# Сура Ан-Нур
Сура Ан-Нур (араб. سورة النور‎) або Світло — двадцять четверта сура Корану. Мединська, містить 64 аяти.